# Nolan Hoffman
Nolan Hoffman (* 23. April 1985 in Franschhoek) ist ein südafrikanischer Bahn- und Straßenradrennfahrer.

## Sportlicher Werdegang
Nolan Hoffman begann seine Karriere 2005 bei dem südafrikanischen Team Exel. In seinem ersten Jahr dort gewann er eine Etappe bei der Tour d’Egypte. Außerdem war er bei den Eintagesrennen Richelieu Classic, Vasbyt Classic und Pick ’n Pay OFM Classic erfolgreich. 2006 gewann er den VW Herald und eine Etappe der Tour of Chong Ming Island. In der Saison 2007 gewann er den Lost City Classic, die Telkom Satellite Challengo und zum zweiten Mal den Pick ’n Pay OFM Classic. Außerdem errang er die Bronzemedaille im Punktefahren auf der Bahn bei der B-Weltmeisterschaft in Kapstadt. Seit 2008 fährt Hoffman für das südafrikanische Team Neotel.
Am 18. Oktober 2009 wurde Nolan Hoffman positiv auf den Gebrauch von Testosteron getestet. Der südafrikanische Verband sperrte ihn daraufhin für 18 Monate bis zum 17. April 2011.
Bei den Bahnradsport-Weltmeisterschaften 2012 in Melbourne errang Hoffman die Silbermedaille im Scratch. 2015 wurde er Afrikameister im Punktefahren. Zwei Jahre später holte er drei Titel als Afrikameister, im Omnium, in der Mannschaftsverfolgung mit Steven van Heerden, Jean Spies und Joshua van Wyk sowie gemeinsam mit van Heerden im Zweier-Mannschaftsfahren.

## Erfolge

### Straße
2005
- eine Etappe Tour d’Egypte

2006
- eine Etappe Tour of Chongming Island

2007
- Südafrikanischer Meister – Straßenrennen (U23)

2008
- eine Etappe Tour de Korea-Japan
- Powerade Dome 2 Dome Cycling Spectacular

2009
- eine Etappe Tour de Korea

2011
- Afrikaspiele – Straßenrennen, Mannschaftszeitfahren (mit Reinardt Janse van Rensburg, Darren Lill und Jay Robert Thomson)

2014
- eine Etappe Tour of America’s Dairyland

2016
- Namibian Cycle Classic

2018
- 100 Cycle Challenge

2019
- eine Etappe und Punktewertung Tour of Good Hope

2020
- eine Etappe Tour of Good Hope

### Bahn
2011
- Südafrikanischer Meister – Mannschaftsverfolgung (mit Clint Hendricks, James Perry und Jean Spies), Punktefahren, Zweier-Mannschaftsfahren und Scratch

2012
- Weltmeisterschaft – Scratch
- Südafrikanischer Meister – Punktefahren, Scratch und Omnium

2013
- Südafrikanischer Meister – Mannschaftsverfolgung (mit Kellan Gouveris, Jevandre Pauls und James Perry), Scratch und Omnium

2015
- Afrikameister – Punktefahren

2016
- Südafrikanischer Meister – Omnium

2017
- Afrikameister – Omnium, Mannschaftsverfolgung (mit Steven van Heerden, Jean Spies und Joshua van Wyk), Zweier-Mannschaftsfahren (mit Steven van Heerden)
- Afrikameisterschaft – Scratch

2017
- Südafrikanischer Meister – Scratch, Ausscheidungsfahren

2018
- Südafrikanischer Meister – Zweier-Mannschaftsfahren (mit Steven van Heerden), Mannschaftsverfolgung (mit Steven van Heerden, David Maree und Gert Fouche)

## Teams
- 2005 Team Exel
- 2008–2010 Team Neotel